# Reagrupament de Forces Democràtiques
Reagrupament de Forces Democràtiques (Rassemblement des Forces Démocratiques, RFD) és el principal partit d'oposició a Mauritània, dirigit per Ahmed Uld Dada, germà del primer president del país. Va subsitituir a la Unió de Forces Democràtiques-Nova Era (Union des Forces Democratiques-Ere Nouvelle) quan aquest partit fou declarat fora de la llei el 28 d'octubre del 2000.
El gener del 2002 l'antic cap de l'UFD-EN Ahmed Uld Dada fou elegit president del RFD; va obtenir el 6,3% a les eleccions de 2003. Ha participat també a les eleccions legislatives del 2006 (25 de 95 escons) i presidencials del 2007 (47% a la segona volta).
La seva bandera és negra amb l'emblema (un cercle blanc amb una palmera entre llorers al centra i el nom del partit a l'entorn) a la part superior del vol, i una mitja lluna a l'estil de la mitja lluna de la bandera nacional, a la part inferior amb les puntes cap a la part superior, i ocupant ¾ de la bandera, estant més aviat situada cap al pal deixant més espai al vol.